# Schöntal
Schöntal è un comune tedesco di 5 889 abitanti, situato nel Land del Baden-Württemberg.
Il suo territorio è bagnato dal fiume Jagst.

## Monumenti e luoghi d'interesse
- Abbazia di Schöntal, grande complesso barocco con la mirabile facciata di J. L. Dientzenhofer.